# Philippe Huttenlocher
Philippe Huttenlocher, né à Neuchâtel le 29 novembre 1942, est un baryton-basse suisse.

## Biographie
Il a d'abord étudié le violon au conservatoire de Neuchâtel puis le chant à Fribourg, où il travailla avec Juliette Bise. En 1972, il a remporté le concours de chant de Bratislava.
Une longue collaboration avec l'ensemble vocal de Lausanne et Michel Corboz lui permet d'aborder le répertoire baroque, avec les œuvres de Monteverdi, Vivaldi, et surtout de Jean Sébastien Bach dont il enregistre le Magnificat, la Messe en Si, les deux Passions et des cantates. Il enregistre aussi la musique française avec Delalande et Marc-Antoine Charpentier avec le rôle de Saül dans David et Jonathas H 490. Il a travaillé également longtemps avec Jean-François Paillard, Helmuth Rilling et, depuis 1990, avec Marc Minkowski et les Musiciens du Louvre.
Il a fait ses débuts sur scène en 1974 au cours du cycle Monteverdi de l'opéra de Zurich avec le rôle-titre de L'Orfeo. Il a chanté Valentin dans le Faust de Gounod, Guglielmo dans Così fan tutte de Mozart et Golaud dans Pelléas et Mélisande de Debussy.
Il est connu pour ses interprétations de Charpentier et Bach. Il a fait de nombreux enregistrements, en particulier de musique sacrée. Depuis 1994 il intervient comme chef de chœur ou chef d'orchestre.
Avec Nina Hagen, il chante l'air d'Europa à la fin du film Europa de Lars von Trier (1991).
En 1999, il participe à la Fête des vignerons à Vevey dans le rôle du dieu Bacchus.
En 2014, il est baryton solo dans le Stabat Mater d'Antonin Dvořák, avec l'ensemble vocal de Lyon dirigé par Guy Cornut.

## Discographie sélective
- Marc-Antoine Charpentier : Te deum H.146, Beatus vir H.224, "Tenebrae Facta Sunt" H.129, Chœur symphonique et Orchestre de la Fondation Gulbenkian de Lisbonne, dir. Michel Corboz. LP Erato 1977 report CD 1980
- Marc-Antoine Charpentier : Le Jugement dernier H.401, Beatus vir H.224, Alain Zaepffel, contre-ténor, Chœur symphonique et Orchestre de la Fondation Gulbenkian de Lisbonne, dir. Michel Corboz. LP Erato 1974 report CD Erato (H.224 remplacé par H.193) 1980
- Marc-Antoine Charpentier : Messe pour les Trépassés H 2, Prose des morts H.12, Élevation H.234, Motet pour les Trépassés à 8 H.311, Miserere des Jésuites H.193, Chœur symphonique et Orchestre de la Fondation Gulbenkian de Lisbonne, dir Michel Corboz. 2 LP Erato 1973 report CD Erato (sans H 193)
- Marc-Antoine Charpentier, David et Jonathas H.490, Paul Esswood, David, Colette Alliot-Lugaz, Jonathas, Philippe Huttenlocher, Saül, Roger Soyer, Achis, Antoine David, Joabel, René Jacobs, La Pythonisse, Pari Marinov, L'Ombre de Samuel, Maitrise de L'Opéra de Lyon, Enfants de la Cigale, de Lyon, et du lycée musical, English Bach Festival Baroque Orchestra, dir. Michel Corboz. 2 CD Erato 1981.
- Jean-Joseph Cassanéa de Mondonville, Titon et l'Aurore, Jennifer Smith, Ann Monoyios, Jean-Paul Fouchécourt, Philippe Huttenlocher, Les Musiciens du Louvre, dir. Marc Minkowski, 1 CD Erato (1992) (OCLC 39039271)
- Marin Marais, Alcione, Tragédie lyrique, Jennifer Smith, Gilles Ragon, Philippe Huttenlocher, Vincent Le Texier, Véronique Gens, Les Musiciens du Louvre, direction Marc Minkowski, 3 CD Erato 1990